# Ted A. Wells

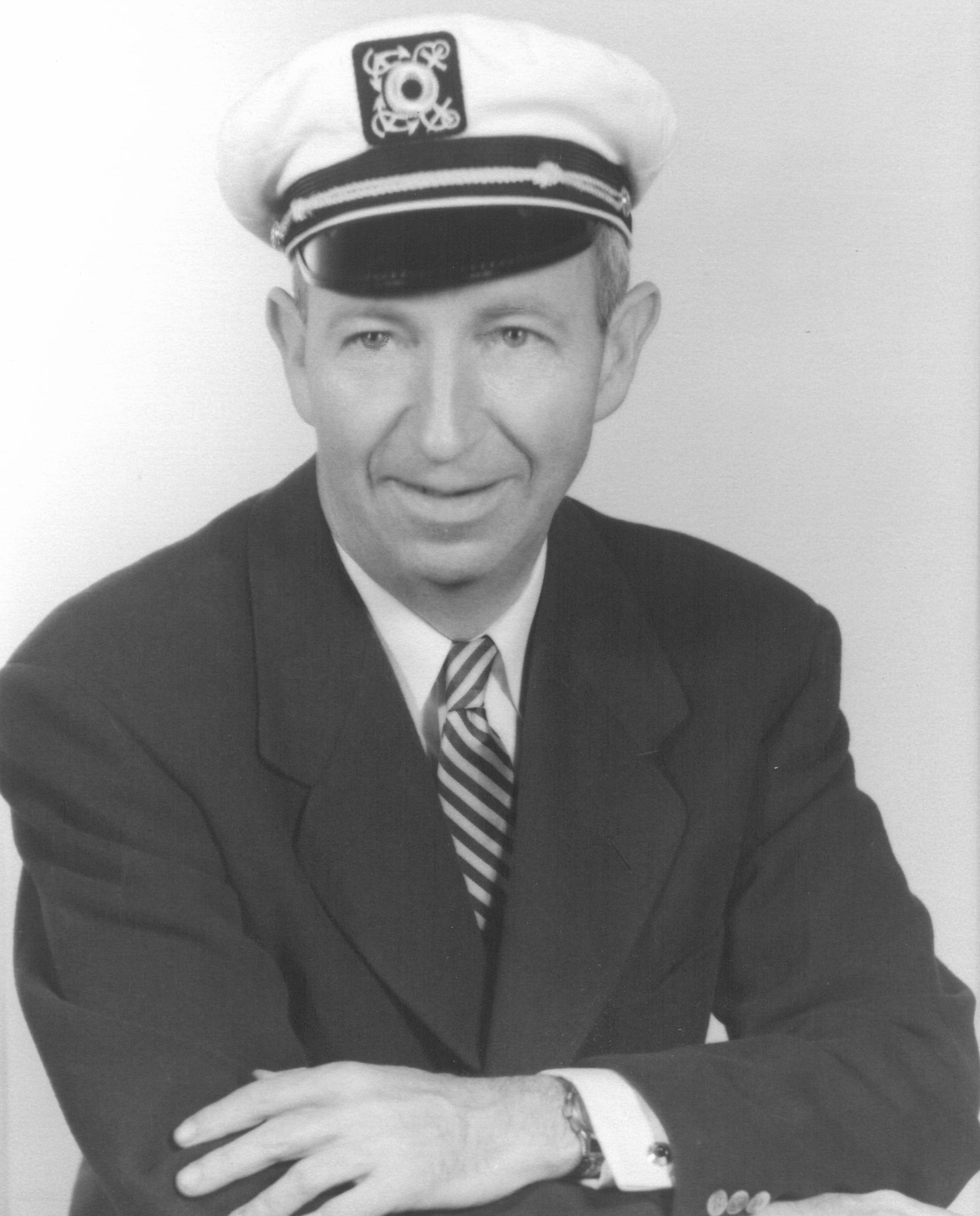

Theodore Arthur Wells (* 12. März 1907 in Corning, Iowa; † 25. September 1991 in Wichita, Kansas) war ein US-amerikanischer Luftfahrtingenieur, Mitgründer der Beech Aircraft Corporation und Chefkonstrukteur der Beechcraft Model 17. Außerdem war er ein begeisterter Snipe-Rennsegler und gewann dreimal die United States Snipe National Championship sowie zweimal die Commodore Hub E. Isaacks and O’Leary Trophies.

## Ausbildung
Wells war der erste Absolvent für Luft- und Raumfahrttechnik an der Princeton University, deren Ingenieursschule erst einige Jahre zuvor im Jahr 1921 mit Studiengängen in Chemie, Geologie und Maschinenbau gegründet worden war. Die damaligen Jahrgänge bestanden aus weniger als einhundert Studenten. Machinenbauvorlesungen wurden in einem provisorischen Labor in einem Kesselhaus gehalten. Wells wollte unbedingt mit einem Diplom in Luftfahrttechnik abschließen und konnte die Schulleitung davon überzeugen, ihm dies zu erlauben, obwohl er selbst die Anforderungen für diesen Abschluss festlegen musste.

## Erstes Flugzeug
Während ihres zweiten Studienjahrs kauften Wells und ein Mitstudent für 600 US-Dollar eine alte Curtiss JN-4 aus dem Ersten Weltkrieg. Da keiner der beiden eine Pilotenlizenz besaß, vermieteten sie das Flugzeug für Ausflüge und Flugunterricht und konnten so das Flugzeug und ihren eigenen Flugunterricht finanzieren, da ihre Eltern ihre Flugstunden nicht bezahlten wollten. Sie fanden heraus, dass es an der Princeton University eine Regel gab, die es Studenten, deren Eltern Schwierigkeiten hatten, die Studiengebühren aufzubringen, erlaubt war, die Gebühren erst am Ende des Semesters zu bezahlen. So teilten sie der Schule mit, ihre Eltern hätten finanzielle Schwierigkeiten und verwendeten das Geld, das ihre Eltern ihnen für die Studiengebühren gegeben hatten, für den Kauf des Flugzeugs.
Sie boten das Flugzeug für 25 US-Dollar pro Flugstunde an. Davon bezahlten sie 10 US-Dollar an den Fluglehrer und behielten 15 US-Dollar, um das Flugzeug und ihre Studiengebühren zu bezahlen. Kunden fanden sie unter den Studenten der höheren Semester, von denen sie sich auch zum Flugplatz fahren ließen. Eines Tages während er Frühlingsferien war Wells alleine auf dem Flugplatz in Hadley, der über dreißig Meilen vom College entfernt war und fand bis zum Sonnenuntergang niemanden, der ihn hätte zur Schule zurückfahren können. Da er aber auch nicht zum Campus laufen wollte, entschied er nach nur viereinhalb Flugstunden ohne Zustimmung seines Fluglehrers, dass es Zeit für seinen ersten Alleinflug sei. Er startete das Flugzeug, flog nach Princeton und landete auf einem Feld, das regelmäßig von Barnstormerpiloten genutzt wurde.
Wells Aussage zufolge war der Dekan etwas aufgeregt, da Zweitsemester eigentlich keine motorisierten Fortbewegungsmittel besitzen sollten. Glücklicherweise wurde er für das Vorkommnis nicht suspendiert, aber die New York Times berichtete auf der ersten Seite über den Vorfall. Wells Vater erfuhr erst aus diesem Artikel, dass Wells ein Flugzeug gekauft hatte. Seine Eltern zwangen ihn jedoch nicht dazu, das Flugzeug zu verkaufen. Sie waren der Überzeugung, dass er fliegen lernen sollte, da er schließlich in der Flugzeugindustrie arbeiten würde. Jedoch waren sie von der Art, mit der er fliegen lernte, nicht begeistert. Am Ende des Semesters hatten Wells und sein Partner allerdings nicht ausreichend verdient, um die Studiengebühren bezahlen zu können und mussten das Flugzeug für den gleichen Betrag verkaufen, den sie dafür bezahlt hatten.

## Luftfahrtkarriere

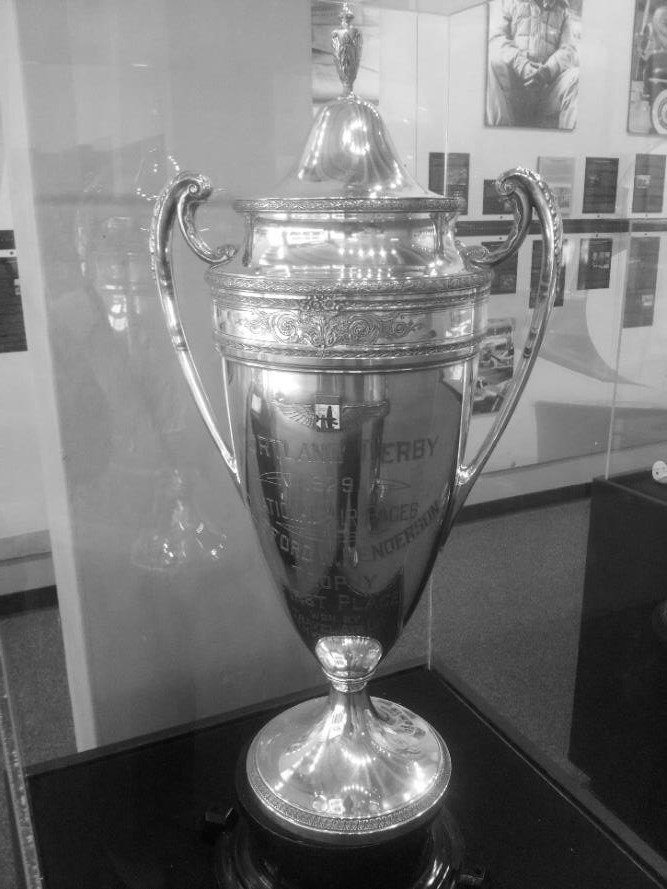
National Air Races Portland Derby Trophy von 1929

Im Jahr 1928 kaufte Wells eine Travel Air D4000 und nahm damit 1929 beim Luftrennen „National Air Races Portland Derby“ teil. Dabei handelte es sich um ein Überlandrennen von Portland nach Cleveland, bei dem navigatorische Fähigkeiten genauso gefragt waren wie hohe Geschwindigkeit. Wells gewann dieses Rennen mit einem Preisgeld von 10.000 US-Dollar.
Während des Sommers seines letzten Semesters in Princeton im Jahr 1928 arbeitete Wells in Teilzeit als Vorführpilot für die Travel Air Manufacturing Company, eines Tochterunternehmens von Curtiss-Wright. Nach seinem Abschluss 1929 wurde er in dem Unternehmen in Vollzeit als Nachfolger von Clyde Cessna und Lloyd Stearman angestellt. Dort konstruierte er zusammen mit Herb Rawdon die Travel-Air-Muster 12 und 16. Im Jahr 1930 konstruierte und baute Wells in seiner Freizeit den Renndoppeldecker W4B, auch bekannt als Wells Special. Während eines Testflugs flog er mit 200 mph (322 km/h) in einer Höhe von 500 ft (152 m) über Grund als beide Querruder von den Tragflächen abrissen. Wells gelang es, rechtzeitig abzuspringen und seinen Fallschirm zu öffnen. Beim Aufkommen auf den Boden brach er sich so nur das Fußgelenk.

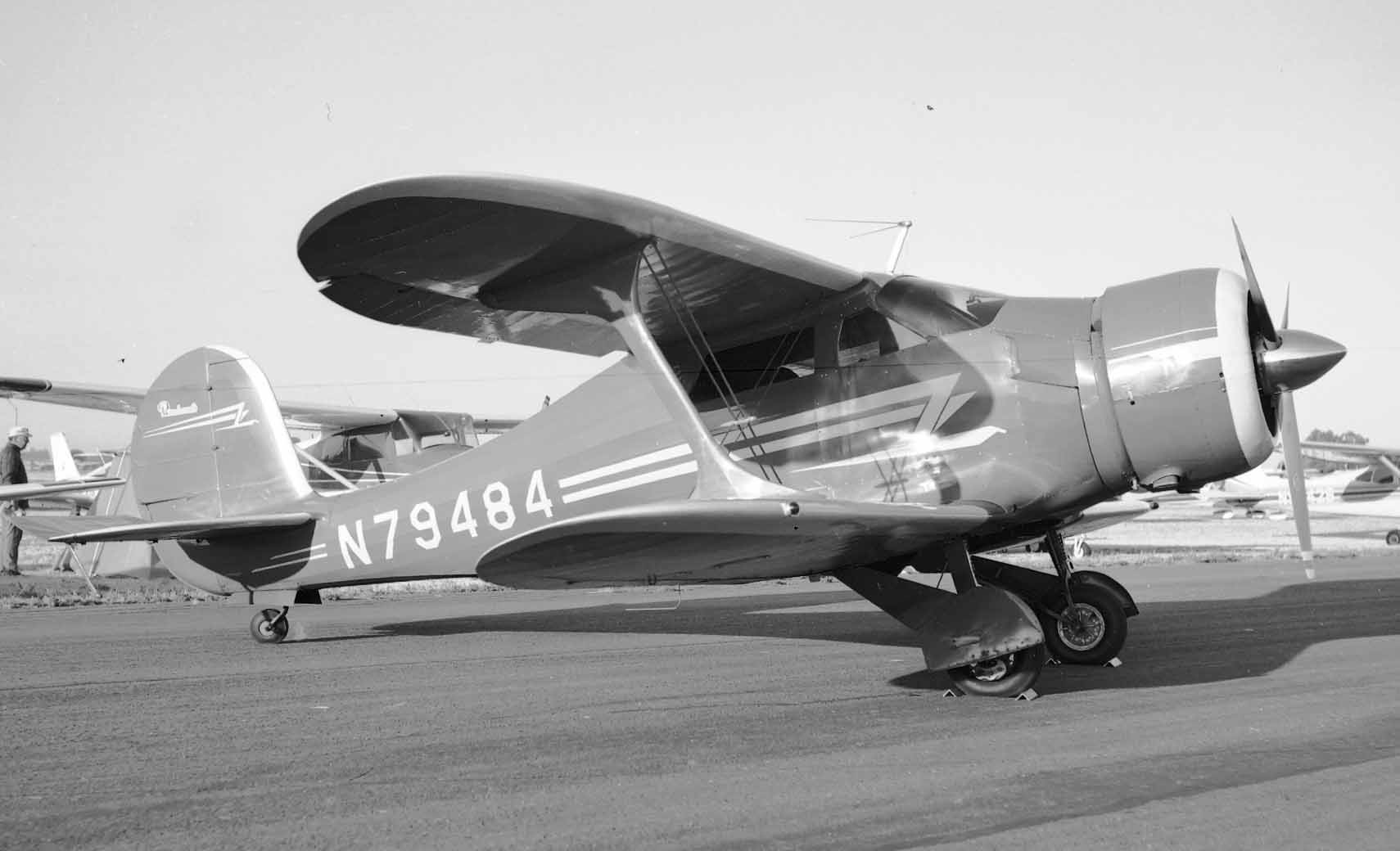
Beech D-17S

Im Jahr 1931 entwickelte Wells das nächste Muster für Travel Air. Dabei handelte es sich um die Model 17, einen viersitzigen Doppeldecker mit geschlossenem Cockpit, bei dem die oberen Tragflächen gegenüber den unteren nach hinten versetzt angeordnet sind, um die Sicht aus dem Cockpit zu verbessern.
Der damalige Geschäftsführer von Travel Air, Walter Beech, war von den Konstruktionszeichnungen der Model 17 „Staggerwing“ beeindruckt und versuchte, den Vorstand von Curtiss-Wright vom Bau dieses Musters zu überzeugen. Dieser verweigerte jedoch die Finanzierung. Daraufhin verließen Walter Beech, seine Frau Olive Ann Beech, K.K. Saul und Ted Wells das Unternehmen und gründeten die Beech Aircraft Corporation, um die Model 17 zu bauen.
Walter Beech, Olive Ann Beech, Ted Wells, K.K. Shaul and C.G. Yankey gründeten Beech Aircraft im April 1932. Walter Beech wurde Geschäftsführer und Wells Vizegeschäftsführer und Chefkonstrukteur. C.G. Yankey war ein Freund der Beechs und der Hauptinvestor. Er wurde ebenfalls Vizegeschäftsführer. K.K. Shaul, Prokurist und vor dem Umzug nach St. Louis Auditor bei Travel Air wurde Finanzleiter, Olive Ann Beech Verwaltungsangestellte.
In seiner Eigenschaft als Chefkonstrukteur entwickelte Wells mit seinem Team unter anderem das Model 18, die Bonanza, die T-34 Mentor, die Beechcraft 34 Twin-Quad und die Beechcraft Model 50.

## Segeln

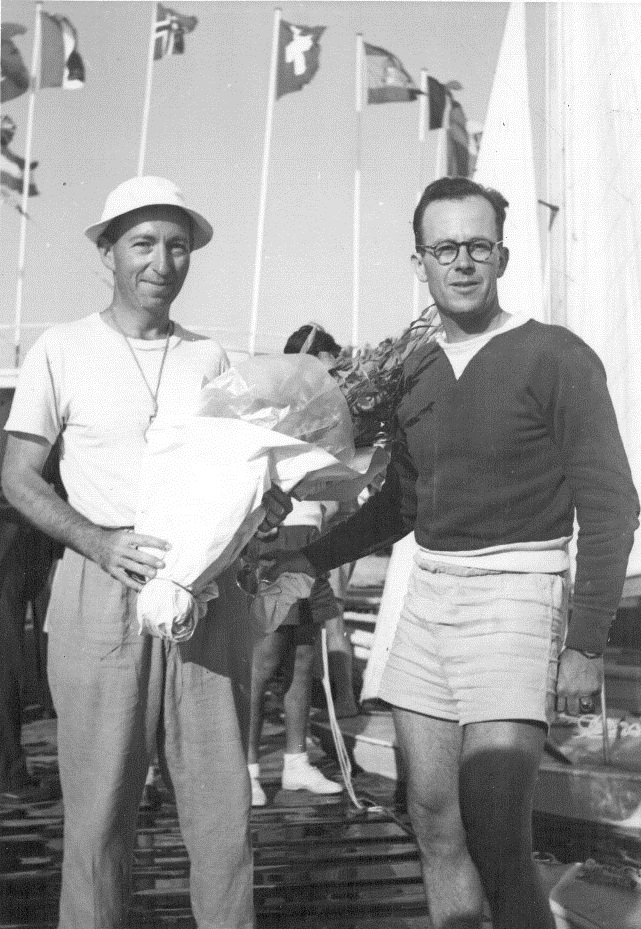
Ted Wells & sein Partner Art Lippitt nach dem Sieg bei der Snipe-Weltmeisterschaft 1947

Wells trat 1938 dem Wichita Sailing Club bei und begann, mit einem Snipe Rennen zu fahren. Er kaufte sein erstes Boot, das Bettlaken als Segel verwendete, für 100 US-Dollar. Wells entschied er sich, lieber an Segelrennen als an Luftrennen teilzunehmen, als es für ihn immer schwieriger wurde, die Zeit für Luftrennen zu finden. Durch Rennen auf dem Santa Fe Lake, einem Stausee in der Nähe von Williams in Arizona, wurde er schnell geübt. Des Weiteren half er bei der Organisation der ersten Vereinsregatta und fuhr mit seinem Snipe durch die USA, um an anderen Regatten teilzunehmen.
Wells gewann neben mehreren anderen Regatten auch die US-amerikanischen Snipemeisterschaften der Jahre 1947, 1949 und 1952 und die Snipeweltmeisterschaft „Commodore Hub E. Isaacks and O'Leary Trophies“ der Jahre 1947 und 1949. Außerdem schrieb er das Buch „Scientific Sailboat Racing“, das unter Rennseglern bekannt war. Sein Siegerboot „Good News III“ wurde von der Werft Varalyay in Kalifornien gebaut. Heute ist es in einer kleinen Bootsausstellung im Mystic-Seaport-Museum in Connecticut ausgestellt.

## Ruhestand
Nachdem Olive Ann Beech nach dem Tod von Walter Beech im Jahr 1950 Geschäftsführerin geworden war, gab es Spannungen zwischen ihr und Wells. Offiziell hieß es, sie sei unzufrieden mit Wells Segelambitionen und er solle sich mehr auf das Unternehmen konzentrieren. 1953 schickte sie ein Flugzeug zu den Landesmeisterschaften in Ardmore, Oklahoma, um Wells zu einer Krisensitzung in die Zentrale nach Wichita zu holen. Während dieses Meetings sagte Beech, Wells solle alle Zeit der Welt für das Segeln haben und sie würde seine Kündigung akzeptieren. Wells unterschrieb seine Kündigung umgehend und kehrte zur Regatta zurück.
Nachdem er Beechcraft verlassen hatte, arbeitete er zeitweise als Berater für Cessna. Schließlich kaufte er die Mehrheitsanteile an der Union Bank of Delaware und fuhr weiterhin Bootsrennen. Sein letztes Rennen war die National Master’s Regatta des Atlanta Yacht Club, das er im Alter von 79 Jahren bestritt.